# Scoglio (araldica)
In araldica lo scoglio, uscente dalle onde, è emblema di fede, resistenza e valore.

Leone vigilante su uno scoglio (La Maddalena)
Castello fondato su uno scoglio (stemma di Cagliari)
Torre fondata su uno scoglio (Camogli)